# Трново (община, Федерация Боснии и Герцеговины)
Община Трново (босн. и хорв. Opština Trnovo, серб. Општина Трново) — боснийская община, расположенная в Сараевском кантоне Федерации Боснии и Герцеговины. Административным центром является село Дуймовичи.

## Население
По предварительным данным переписи в конце 2013 года население общины составляло 1 830 человек.